# Brotorp, Sundbyberg
För andra betydelser, se Brotorp (olika betydelser).
Brotorp är den ytmässigt minsta stadsdelen i Sundbybergs kommun, endast tre procent av kommunens totala yta.  Den utgör Sundbybergsdelen av det med Solna kommun gemensamma stadsbyggnadsprojektet Järvastaden.
Brotorp gränsar i sydväst till Lilla Ursvik, i väster mot Kymlinge och i norr och öster mot Järva, Solna kommun. Befolkningen uppgick 2012 till 938 personer, vilket beräknas stiga till drygt 2 200 under de kommande femton åren .
Stadsdelen utgör en del av det område som 1949 tillfördes Sundbyberg från Spånga landskommun i samband med dess upplösning. Det disponerades länge av militären. 2004 antogs en översiktsplan för Brotorp och den första detaljplanen fastställdes 2006 .
Bebyggelsen, som ännu är under uppförande (första inflyttning 2007), utgörs av radhus, parhus och flerfamiljshus.